# Szinte Gábor (pedagógus)
Szinte Gábor (Sepsikőröspatak, 1855. március 21. – Budapest, 1914. március 25.) állami főgimnáziumi tanár, néprajzi és művészettörténeti kutató.

## Élete
Felsőbb tanulmányait Budapesten az országos mintarajziskolában és a tudományegyetemen végezte; a szabadkézi és mértani rajzból 1878-ban középiskolai tanári oklevelet nyert. Ezután a váci országos siketnéma-intézetben alkalmazták, ahonnét 1883-ban a dévai állami főreáliskolához nevezték ki; majd a budapesti VIII. kerületi állami főgimnáziumhoz helyeztetett át. Műtörténeti kutatásait a műemlékek országos bizottsága részére kezdte a berekszói, sztrigyszentgyörgyi és dévai templomokon. A hunyadvármegyei történeti és régészeti társulat ülésein több felolvasást tartott.
Cikkei: a Kolozsvári Évkönyvben (1893. A malomvízi lovagvár), az Arch. Értesítőben (1892. Krivádiai római kerektorony rajzai); a Hunyadvárm. tört. társ. Értesítőjében és Évkönyvében (1898., 1899.), a M. Iparművészetben (1898. A művészeti érzék és az iskolák), az Erdélyben (1899. 20., 21. sz. Petrozsény és Vidéke, 1903. Marosszék, A pisztráng), az Ethnographia mellékleteiben (1900. 1901., 1903.), a Múzeumi Néprajzi Értesítőben (1905. Kopjafák, temetőfejfák a Székelyföldön) sat.
Illusztrációi a Vasárnapi Ujságban, Ország Világban sat. jelentek meg.
Szerkesztette a Magyar rajztanárok országos egyesületének Értesítőjét 1898. máj. 15-től 1900. dec. 1-ig, összesen 11. számát Budapesten.

## Munkája
- Rajzoló geometria. Bpest, 1902. 1904., 1905. Három rész, tábla- és szövegrajzokkal. (Horti Henrikkel. I. 6. kiadás II. 4. jav. kiadás, III. 2. k. Uo. 1905-1907.).